# Pronombre personal
Los pronombres personales son pronombres asociados primariamente a una persona gramatical; son por tanto morfemas sin contenido léxico, cuya referencia está condicionada por el contexto lingüístico o por inferencias pragmáticas. A pesar de su nombre, no solo hacen referencia a personas. Sintácticamente un pronombre es siempre un sintagma nominal o sintagma adjetival (en el caso de los pronombres personales posesivos). Si se acepta el análisis del sintagma determinante, los pronombres personales pueden considerarse como el núcleo de dicho sintagma.

## Pronombres personales en las lenguas del mundo
Los pronombres personales expresan diferentes categorías gramaticales o rasgos gramaticales. La más universal de las categorías expresadas por los pronombres personales es la de persona gramatical. Todas las lenguas distinguen al menos tres personas gramaticales:
- Las formas de primera persona tienen un referente que tiene el rasgo de [+emisor].
- Las formas de segunda persona tienen un referente que tiene el rasgo de [+receptor].
- Las formas de tercera generalmente tienen un referente [- emisor] y [- receptor] (aunque muchas lenguas europeas usan formas de tercera como formas reverenciales de segunda persona).

Algunas lenguas, como las lenguas kartvelianas, el quechua o el náhuatl, distinguen entre [+emisor] [+receptor] o "nosotros inclusivo" y [+emisor] [-receptor] "nosotros exclusivo". Otras lenguas distinguen además entre varias "terceras" personas, es decir, tienen más formas específicas para [- emisor] [- receptor], que generalmente se nombran como "cuarta persona". Es el caso de la cuarta persona o "tercera persona obviativa" del Ojibwe y otras lenguas algonquinas. También el mixe de México presenta aspectos de obviatividad. Cuando existe una persona obviativa puede distinguirse explícitamente entre las dos oraciones siguientes:
Juan vio a María cuando (ella) salía de casa
Juan vio a María cuando (él) salía de casa
En español la distinción anterior solo es posible explícitamente cuando los referentes tienen distinto género; con dos palabras del mismo género la oración es intrínsecamente ambigua (Juan vio a Pedro cuando salía de casa).
También es común que los pronombres distingan número gramatical singular y plural, y a veces otros números como dual, trial, etc. Menos frecuentes aunque todavía tipológicamente frecuente son las distinciones de género o caso morfológico. En muchas lenguas el pronombre personal distingue como mínimo las mismas categorías que los nombres, e incluso alguna más. Por ejemplo, en español los nombres no varían de forma según el caso gramatical; en cambio, los pronombres personales sí varían de forma según su función sintáctica en la oración.

### Pronombres personales en español
En español los pronombres personales son palabras que señalan las tres personas gramaticales. No tienen significado por sí mismo, ya que al nombre al que hace referencia varía dependiendo de la situación y el contexto. Por ejemplo, en una conversación, como se cambia el papel de emisor y receptor, el pronombre cambia: Si Ramón se dirige a Lola, acto después se intercambiarán los papeles y Lola se dirigirá a Ramón.
Dependiendo de la persona gramatical, el género y el número, los pronombres personales tienen distintas formas:
| Primera | Yo, me, mí, conmigo                                | Nosotros, nos, nosotras                               |
| Segunda | Tú, te, ti, contigo, vos                           | Vosotros, vosotras, os                                |
| Tercera | Él, le, se, sí, consigo, ello, lo, ella, la, usted | Ellos, ellas, ustedes, los, las, les, se, sí, consigo |

Usted y ustedes, aunque se refieren al interlocutor (como tú y vos), tienen concordancia con el verbo en tercera persona.  Ti va siempre sin tilde.

## Tipos de pronombres personales
En esta sección se clasifican los pronombres que incluyen diferencias de persona. Usualmente estos son los pronombres personales independientes (frecuentemente hacen la función de sujeto o sujeto enfático), los pronombres posesivos que son clíticos que hacen de determinante con los sustantivos, y formas clíticas al verbo que pueden marcar la persona sujeto o el objeto (en muchas lenguas puede faltar una de las dos categorías anteriores).

### Pronombres independientes o tónicos
Los pronombres independientes son formas tónicas que pueden aparecer como respuestas independientes a una pregunta y también como elementos dislocados. En muchas de las llamadas lenguas "pro drop" (del inglés pronoun dropping), estos pronombres no son obligatorios y aparecen solo como formas enfáticas o en respuestas a preguntas sobre identificación (ejemplo: ¿quién ha llegado primero? tú). En las lenguas que no son "pro drop" los pronombres independientes son obligatorios, pero en general entre ellos y la forma verbal pueden aparecer otros elementos.

### Pronombres posesivos (clíticos nominales)
Los pronombres posesivos son un tipo de pronombre personal (ya que varían de forma de acuerdo con la categoría de persona gramatical) que aparece junto con sustantivos (técnicamente cualquier palabra capaz de ser núcleo de un sintagma nominal no determinado). Su estatus gramatical varía de unas lenguas a otras, pudiendo variar desde afijos genuinos (como en muchas lenguas semíticas) a clíticos (como en las lenguas romances).
En las lenguas indoeuropeas los posesivos son clíticos adjuntos a un sintagma nominal que determinan el poseedor. En algunas lenguas pueden ser proclíticos y en otras enclíticos; su carácter clítico se aprecia porque entre el posesivo y el nombre pueden aparecer eventualmente algunas palabras:
(1a) mi oportunidad
(1b) mi última oportunidad
El hecho de que en (1b) la palabra última pueda ser insertada entre el nombre y el posesivo prueba que se trata de un clítico. En otras lenguas los pronombres posesivos son auténticos afijos (prefijos o sufijos), y en ese caso se suelen llamar marcas posesivas. El carácter de afijo se determina porque, entre la marca posesiva y el nombre cuyo poseedor indica, puede aparecer otra palabra. En las lenguas semíticas, por ejemplo, los posesivos son sufijos:
(2a) kitābun ŷadid 'un libro nuevo'
(2b) kitābī ŷadid 'mi libro nuevo'
(2c) kitābka ŷadid 'tu libro nuevo'
Obsérvese que aquí entre la raíz del nombre y el afijo posesivo no puede aparecer ninguna palabra o morfema.

### Pronombres de objeto (clíticos verbales)
En español algunos objetos verbales (objeto directo y objeto indirecto) pueden ser realizados mediante pronombres clíticos (lo, la, le; me; te; nos; os ...). El carácter clítico se manifiesta en que estas formas pronominales necesitan ir acompañadas de un verbo pero admiten la interposición de algún otro clítico entre el verbo y ellas, o pueden aparecer en diferentes posiciones:
me dijo que vendría
me lo dijo
no quiso decirme qué pasaba
Este tipo de pronombres de marcas de objeto y sujeto también son frecuentes en otras lenguas. Por ejemplo, el náhuatl posee tanto pronombres clíticos de sujeto como de objeto común:
tehwātl ō-ti-ki-miktih
2ªIND ya-2ªSUJ-3ªOBJ-matar.PASADO
'Tú lo mataste'